# Marie Schütt
Agnes Marie Schütt (geboren 25. März 1888 in Hamburg; gestorben  25. Januar 1978 ebenda) war eine deutsche Anglistin.

## Leben
Marie Schütt war zunächst als Lehrerin an Privatgymnasien in Hamburg tätig. Sie wurde 1921 wissenschaftliche Hilfsarbeiterin beim Anglisten Emil Wolff an der Universität Hamburg und wurde 1923 bei ihm mit einer Dissertation zu Edward Gibbon The History of the Decline and Fall of the Roman Empire promoviert. Schütt habilitierte sich 1927/28 mit der Schrift Die englische Biographik der Tudor-Zeit. Sie wurde daraufhin zur Privatdozentin für Englische Philologie ernannt. Im Jahr 1934 wurde sie nicht bezahlte ao. Professorin und 1939 bezahlte außerplanmäßige Professorin für Englische Philologie. 1941/42 vertrat sie in Hamburg den Lehrstuhl von Emil Wolff, 1942/44 den Lehrstuhl von Herbert Koziol an der Universität Freiburg im Breisgau. Schütt forschte für den gegen England gerichteten Propagandaeinsatz der Geisteswissenschaftler in einer Arbeitsgruppe mit dem Tübinger Anglisten Karl August Weber zum Thema Volks- und Staatsbegriff.
Schütt wurde nach Kriegsende an der Universität weiterbeschäftigt und 1953 emeritiert. Im Ruhestand wurde sie 1969 auf Grund eines neuen Universitätsgesetzes noch zur Professorin ernannt.
In der Zeit des Nationalsozialismus sah sich Schütt, laut ihren Angaben bei der späteren Entnazifizierung, aus wirtschaftlichen Gründen veranlasst, sich um die Mitgliedschaft in der NSDAP zu bewerben, die ihr nach dem Ende der Mitglieder-Aufnahmesperre der NSDAP im Jahr 1937 gewährt wurde. In der NS-Frauenschaft war sie Gaurednerin, sie nahm 1938 an einer Dozentinnentagung der Reichsfrauenführung teil.

## Schriften
- Studien zu Edward Gibbons "History of the Decline and Fall of the Roman Empire". Glückstadt, 1923
- Die englische Biographik der Tudor-Zeit. Hamburg: Friederichsen, 1930
- Das Germanenproblem in der englischen Geschichtsschreibung des 18. Jahrhunderts. Hamburg: Cram, 1960